# Terko

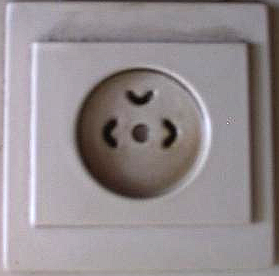
Een Terko contactdoos.

Terko is de handelsnaam van een elektrisch stekkersysteem voor het laagspanningsnet. Het is geen standaard systeem, maar juist bedoeld voor specifiek gebruik. Zo kan het worden toegepast voor bijvoorbeeld separate elektriciteitsgroepen voor alleen computers en dergelijke, waardoor wordt voorkomen dat andere/zwaardere apparatuur - met regulier stekkermateriaal - de bedrijfszekerheid hiervan zou kunnen verstoren. De aansluitwaarde van het systeem is maximaal 16 ampère en 250 volt wisselspanning.
Het Terko-systeem wordt ook weleens toegepast bij speciale elektriciteitsnetten met andere of afwijkende frequenties of spanningen.
Door de toenemende eisen betreffende aanraakveiligheid is het gebruik van het systeem - dat uit de jaren 80 dateert - sterk afgenomen.
Het Terko-connector systeem is door de Duitse onderneming Busch-Jaeger ontwikkeld.